# アーサー・ウェルズリー (第8代ウェリントン公爵)
第8代ウェリントン公爵アーサー・ヴァレリアン・ウェルズリー（英: Arthur Valerian Wellesley, 8th Duke of Wellington, KG, LVO, OBE, MC, DL、1915年7月2日 -　2014年12月31日）は、イギリスの陸軍軍人、政治家、貴族。
軍人としての最終階級は名誉准将。父が爵位を継承した1943年から自身が爵位を継承する1972年までドゥロ侯爵（Marquess of Douro）の儀礼称号を使用した。
ワーテルローの戦いでナポレオンを打ち破った初代ウェリントン公爵アーサー・ウェルズリーは高祖父にあたる。

## 経歴

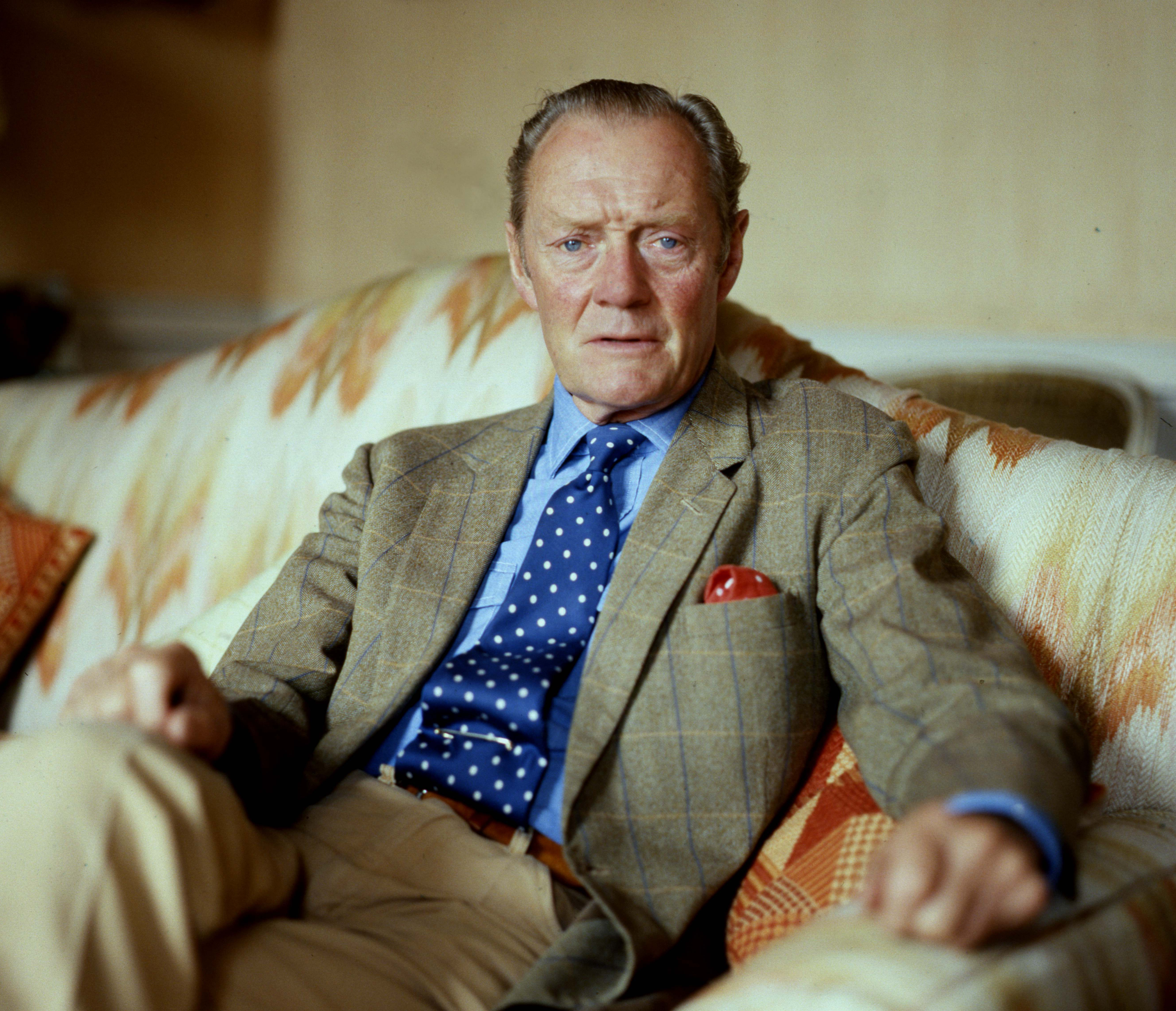
1986年のウェリントン公爵

1915年7月2日、後に第7代ウェリントン公爵となるジェラルド・ウェルズリー卿（第4代ウェリントン公爵アーサー・ウェルズリーの三男）とその夫人ドロシー・ヴァイオレット（旧姓アシュトン）の間の長男として生まれる、
イートン校を経てオックスフォード大学ニュー・カレッジへ進学。
1939年7月に陸軍少尉に任官。1940年3月には王立近衛騎兵連隊に配属された。第二次世界大戦では中東、イタリア、北西ヨーロッパなどに出征し、1941年にはミリタリー・クロス（MC）を受章した。
1946年2月に中尉、同年7月に大尉。1951年7月に少佐、1954年12月に中佐、1960年1月に大佐に昇進した。
1960年に第22機甲旅団の司令官に就任。1964年から1968年にかけては駐マドリード・イギリス大使館で防衛駐在官を務めた。1968年1月に軍を退役し、名誉准将の階級を受けた。
1972年1月に父の死により第8代ウェリントン公爵位を継承。貴族院議員に列し、貴族院改革のあった1999年11月11日まで在職した。
1990年4月23日、女王エリザベス2世よりガーター勲章勲爵士(KG)に叙せられた。
2014年12月31日、自宅にて亡くなった。

## 栄典

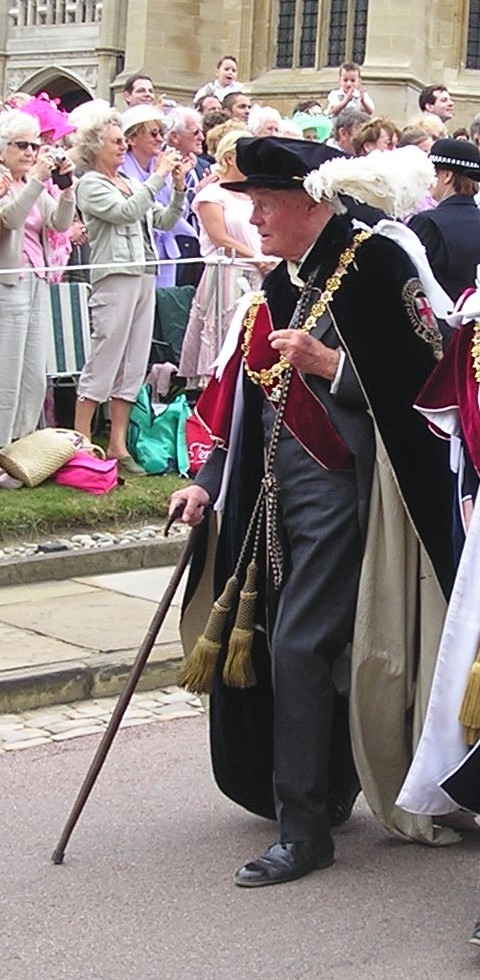
2006年6月19日、ガーター・セレモニーでセント・ジョージ・チャペルまで行進するガーター騎士団員ウェリントン公爵。

### 爵位
1972年1月4日に死去した父ジェラルド・ウェルズリーから以下の爵位を継承した。
- 第8代ウェリントン公爵 (8th Duke of Wellington)
(1814年5月11日の勅許状による連合王国貴族爵位)
- 第8代ウェリントン侯爵 (8th Marquess of Wellington)
(1812年10月3日の勅許状による連合王国貴族爵位)
- 第8代ドゥロ侯爵 (8th Marquess Douro)
(1814年5月11日の勅許状による連合王国貴族爵位)
- 第12代モーニントン伯爵 (12th Earl of Mornington)
(1760年10月2日の勅許状によるアイルランド貴族爵位)
- 第8代ウェリントン伯爵 (9th Earl of Wellington)
(1812年2月28日の勅許状による連合王国貴族爵位)
- ミース州におけるダンガン城の第12代ウェルズリー子爵 (12th Viscount Wellesley, of Dangan Castle in the County of Meath)
(1760年10月2日の勅許状によるアイルランド貴族爵位)
- サマセット州におけるタラヴェラ＝ウェリントンの第8代ウェリントン子爵 (8th Viscount Wellington, of Talavera and Wellington in the County of Somerset)
(1809年9月4日の勅許状による連合王国貴族爵位)
- 第13代モーニントン男爵 (13th Baron Mornington)
(1746年7月9日の勅許状によるアイルランド貴族爵位)
- サマセット州におけるウェルズリーの第8代ドゥロ男爵 (8th Baron Douro, of Wellesley in the County of Somerset)
(1809年9月4日の勅許状による連合王国貴族爵位)

#### 外国爵位
- 第8代ワーテルロー公爵（オランダ語版） (8th Prins van Waterloo)
(1815年創設のオランダ貴族爵位)
- 第8代ヴィトーリア公爵 (8th duque de Wellington)
(1812年創設ポルトガル貴族爵位)
- 第8代トレシュ・ベドラシュ侯爵 (8th Marques de Torres Vedras)
(1812年創設ポルトガル貴族爵位)
- 第9代シウダ・ロドリゴ公爵 (9th Ducado de Ciudad Rodrigo)
(1812年創設スペイン貴族爵位) ※死去前の2010年に長男チャールズ・ウェルズリーに譲る[19]
- 第8代ヴィメイロ伯爵 (8th Conde do Vimeiro)
(1811年創設ポルトガル貴族爵位)

### 勲章
- 1941年12月26日、ミリタリー・クロス（英語版）（MC）[6]
- 1952年3月15日、ロイヤル・ヴィクトリア勲章メンバー(MVO)[20]
- 1958年、大英帝国勲章オフィサー(OBE)[21]
- 1990年4月23日、ガーター勲章勲爵士（KG）[15]

### その他
- 1975年、ハンプシャー副統監(DL)[3]

## 家族
1944年に陸軍軍人ダグラス・マクコネル少将の娘ダイアナ(1921-2010)と結婚し、彼女との間に以下の5子を儲けている。
- 第1子（長男）第9代ウェリントン公爵アーサー・チャールズ・ヴァレリアン・ウェルズリー(1945 -）
- 第2子（次男）リチャード・ジェラルド卿(1949-)
- 第3子（長女）キャロライン・ジェーン嬢(1951-)
- 第4子（三男）ジョン・ヘンリー卿(1954-)
- 第5子（四男）ジェイムズ・クリストファー・ダグラス卿(1964-)

- 1986年、ウェリントン公爵家の邸宅ストラトフィールド・セイ・ハウス（英語版）を披露するウェリントン公爵
- 1986年、ストラトフィールド・セイ・ハウスの屋内プールを披露するウェリントン公爵